# Luleå FF (2000)
Luleå FF, Luleå Fotboll, är en fotbollsförening från Luleå, bildad år 2000. Luleå FF är en samarbetsklubb för Luleå FC och Luleå SK. Dess herrlag spelade senast 2007 i Division II. Klubbfärgerna är svart och vit.

## Bildandet
Under 1990-talet hade staden Luleå två föreningar som emellanåt spelade i Division I, Lira BK och IFK Luleå. Under 1998 fördes diskussioner om ett samarbete som skulle kunna möjliggöra att Luleå skulle ha ett lag i den nya serien Superettan till dess premiärår 2000. Detta skall ses i skenet av att både Lira och IFK pendlade mellan Division I och Division II, samt att ekonomin i föreningarna var svag. Man nådde en överenskommelse att det högst placerade laget skulle upplåta sin plats i seriesystemet till den nya samarbetsföreningen Luleå FF. Lira, som skulle spela i Division I 1999, förklarade sig villig att bryta loss sin herrsektion från klubben och låta Luleå FF ta dess plats i seriesystemet. Men när väl samarbetet skulle sjösättas hoppade fem av sju föreningar av; endast Lira BK och Luleå FC kvarstod. Säsongen 2000 övertog Luleå FF Liras plats i Division II Norrland.

## Serietillhörighet
- 2000: Division II
- 2001: Division II
- 2002: Division V På grund av ekonomiskt saneringsarbete tvingades föreningen börja om i seriesystemet
- 2003: Division IV
- 2004: Division IV
- 2005: Division IV
- 2006: Division III
- 2007: Division II